# Wojciech Jerzy Has
Wojciech Jerzy Has (Cracovia, Polonia, 1 de abril de 1925 - Łódź, Polonia, 3 de octubre de 2000) fue un cineasta, productor y guionista polaco. Considerado el mejor adaptador de obras literarias al cine de toda la historia del cine polaco y junto con Andrzej Wajda, uno de los más relevantes de la Escuela Polaca de Cine. Casi toda su fama internacional se sustenta en una única e influyente obra, El manuscrito encontrado en Zaragoza. Otra película que recibió un gran reconocimiento fue El sanatorio de la clepsidra, con la que consiguió el Premio del Jurado del Festival de Cannes de 1973 y el Gran Premio en el Festival de Trieste de 1974.

## Biografía
Wojciech Jerzy Has nació en Cracovia en 1925, cuando la ciudad era uno de los focos culturales y artísticos más importantes de toda la Europa Central y Oriental, junto a Viena, Praga y Berlín. Su padre era de origen judío asimilado (debido al fuerte antisemitismo que asoló la Polonia católica y al Imperio ruso, en el primer tercio del siglo XX), pues su apellido Has es la versión germanizada del yídish de Haas (האָז), que significa liebre en este idioma y también en neerlandés. Su madre era católica, aunque Wojciech Jerzy Has no se educó en ninguna religión y, posteriormente, en la Polonia comunista (1945-1989), se declaró siempre agnóstico.
Durante la invasión nazi alemana, Has estudió Comercio en Cracovia durante la II Guerra Mundial, aunque luego ingresó en la Academia de Bellas Artes de su ciudad natal, en la que coincidió con su amigo Andrzej Wajda. Posteriormente, finalizada la guerra, formó parte de la primera promoción del Taller Cinematográfico de Jóvenes, en Cracovia, la primera escuela de cine creada en Polonia. Se diploma en 1946 y en seguida debuta como ayudante de realización de Stanisław Wohl y Józef Wyszomirski, dos realizadores también novatos, en su ópera prima Dwie Godziny (1946), un mediometraje de 68 minutos que no se estrenó hasta 1957.
Wojciech Jerzy Has falleció en 2000, cuando contaba con 75 años de edad. Se encuentra enterrado en el cementerio municipal de Łódź.

## Trayectoria
Enseguida, debuta como realizador en el campo del documental con el mediometraje Ulica Brzozowa (Calle Brzozowa, 1947), escrito por él mismo y realizado junto a Rozewicz, y Harmonia (1948). Trasladado a Varsovia, en el Estudio de Documentales de Varsovia Wojciech Has se lanza a una actividad frenética, dirigiendo once documentales (algunos con fines educativos) en apenas una década. Augusto M. Torres señala Karmik Jankowy (La casita para los pájaros de Jankowy, 1952) como su película más destacada entre las que rodó de no ficción entre los años 1947 y 1955. 
En 1957 comienza a rodar la que es su primera película de ficción, Pętla (El nudo, 1958), adaptación literaria de un relato de Marek Hlasko. Pętla es un film excepcionalmente bien rodado por Has en donde ya comienza a desarrollar sus célebres travellings laterales y su creación de lo atmosférico y lo espacial sobre la base de la luz y a la puesta en escena, que por el tema que desarrolla, genuinamente moderno. Esta historia sobre el alcoholismo, la redención y la culpa, cuenta con una fotografía en blanco y negro excepcional del operador Mieczysław Jahoda, unos decorados realistas diseñados por Roman Wołyniec y una música inquietante del compositor Tadeusz Baird, además de una cuidada dirección de actores. Por desgracia Pętla no ha sido comercialmente estrenada en cines españoles, no se ha proyectado en televisión, ni editado en DVD (al menos hasta 2011) por lo que para poder ver el film hay que recurrir a la importación del DVD polaco, en copia restaurada comercializada por Telewizja Polska (la televisión estatal polaca) y editada por tres instituciones que colaboraron en la restauración y digitalización del negativo original: Filmoteka Narodowa, Rekonstruczja Obrazu y OKO Studio Filmowe. Has ya debutó con un film que, además de ser una adaptación de una pieza literaria (una constante en su filmografía) roza con los dedos la categoría ficticia de obra maestra. La película fue mal recibida por las autoridades socialistas polacas, lo que no le impide rodar en seguida su segundo largometraje de ficción, Pożegnania [Adioses, 1958], basado en una obra de Stanislas Dygat, premiado en el Festival Internacional de Locarno y presentado en el de San Sebastián. 
Su prestigio como cineasta comunista se cimentaría en Polonia con sus sucesivas películas, escribe y dirige Wspólny pokój (Habitación común, 1960), Rozstanie (Adiós juventud, 1961) y luego dirige Złoto (Oro, 1961) y Jak być kochaną (El arte de ser amado, 1963), de cuyos guiones no es responsable. 
Este bagaje le permitiría acceder a rodar una superproducción como Rękopis znaleziony w Saragossie (El manuscrito encontrado en Zaragoza, 1964), con exteriores filmados en las estribaciones montañosas de Cracovia e interiores en los estudios de Wroclaw y una extraordinaria banda sonora compuesta por Krzysztof Penderecki. La repercusión internacional del film, convertido en una auténtica película de culto en Estados Unidos o Francia, entre otros muchos países, no permitió sin embargo que sus obras tuviesen una distribución comercial normal en occidente. Lo que sí le supuso es convertirse en un cineasta especializado en trasladar a la gran pantalla algunas grandes novelas, Szyfry (Los códigos) 1966, drama psicológico que parte de una novela de Andrzej Kijowski, Lalka (La muñeca, 1968), cuyo guion escribe Has a partir de la importante novela homónima de Bolesław Prus.
En 1973 W.J. Has dirige la imprescindible Sanatorium pod klepsydrą (El sanatorio de la clepsidra), en la que parte de un guion propio en el que adapta el libro homónimo de Bruno Schulz. En este filme se aprecia el conocimiento de la cultura judía polaca de la que provenía su árbol genealógico paterno y la del propio escritor adaptado.
Tras una década alejado del cine, Has retoma su personal vertiente creativa con Nieciekawa historia (Una historia sin importancia, 1982), y continúa con Pismak (El escritor, 1985), escrita y dirigida a partir de un cuento de 1885 del escritor ruso Anton Chéjov -traslación fílmica de la ópera de Wladyslaw Terlecki-, Osobisty pamietnik grzesznika... przez niego samego spisany, que también firma Has. Se aproxima a otro de los temas tan queridos por Has, presentes en El sanatorio de la clepsidra, considerada por algunos expertos como su otra obra maestra junto al Manuscrito. Las tribulaciones de Balthasar Kober no fue entendida en su tiempo, quizá por ser una propuesta excesivamente vanguardista en tiempos de conservadurismo artístico y porque mezclaba a partes iguales el surrealismo, la picaresca de corte esotérico y el romanticismo fantástico, tres géneros difíciles de combinar. Por esos años W. J. Has combinó su labor profesional con la dirección de los Estudios Rondo (1987-89) y, sobre todo, la actividad docente, impartiendo clases en la Escuela de Cine de Łódź desde 1974, institución de la que sería decano (1989-1990) y rector (1990-1996).
Durante los años 1990, Jerry García (Grateful Dead), junto con Martin Scorsese y Francis Ford Coppola, financiaron la restauración de una edición sin cortar de El manuscrito encontrado en Zaragoza, un trabajo cuyo resultado quizás no llegó a ver el director y que no pudo ver tampoco Jerry García, fallecido en 1995. En 1997 los dos directores norteamericanos habían relanzado el interés por este cineasta en Occidente gracias a una proyección de la versión íntegra de 3 horas en el Festival de Cine de Nueva York. Finalmente la edición restaurada se editó en DVD en EE. UU. en el año 2001.
El escritor polaco Stanisław Lem, generalmente muy crítico con el cine polaco, destacó a Has (sus películas El manuscrito de Zaragoza y Cómo ser amado) e incluso habló con él sobre el rodaje de Los diarios de las estrellas.

## Cita
«En mi cine, la narración es puramente visual. Como inicio, tomo siempre una obra literaria, pero ésta se convierte en una simple herramienta, una materia susceptible de extenderse o estrecharse; también se transforma en un laberinto, con ramales y niveles que se multiplican y diversifican. Mientras que la base de la pintura es la manipulación del espacio, la literatura y el cine manipulan el tiempo. Todo juego con el concepto de tiempo hace trabajar la imaginación del espectador. Considero el tema del viaje como tema fundamental de mi cine.» (Wojciech Jerzy Has).

## Filmografía

### Cortometrajes y documentales educativos
- 1947: Ulica Brzozowa (Calle Brzozowa).
- 1948: Harmonia (Harmonía).
- 1949: Parowóz P7-47 (Locomotora a vapor P7-47).
- 1949: Jeden dzien w Polsce (Un día en Polonia).
- 1950: Pierwszy plon (Primera cosecha).
- 1950: Moje miasto (Mi pueblo).
- 1951: Scentralizowana kontrola przebiegu produkcji (Control centralizado de la producción).
- 1951: Mechanizacja robót ziemnych (Mecanización de trabajos agrícolas).
- 1952: Zielarze z Kamiennej Doliny (Los herbolarios del valle de las piedras).
- 1952: Karmik Jankowy (La casita para los pájaros de Jankowy).
- 1952: Harcerze na zlocie (Reunión de los Harcerze [boy-scouts polacos]).
- 1955: Nasz zespol (Nuestro equipo).

### Largometrajes
- 1958: Pętla (La soga).
- 1958: Pozegnania (Adioses).
- 1959: Wspólny pokój (Habitación compartida).
- 1961: Rozstanie (La despedida).
- 1962: Złoto (Oro / El oro de mis sueños).
- 1963: Jak być kochaną (El arte de ser amada).
- 1964: Rękopis znaleziony w Saragossie (El manuscrito encontrado en Zaragoza).
- 1966: Szyfry (Los códigos).
- 1968: Lalka (La muñeca).
- 1973: Sanatorium pod klepsydrą (El sanatorio de la clepsidra).
- 1982: Nieciekawa historia (Una historia sin importancia).
- 1985: Pismak (El escritor).
- 1986: Osobisty pamietnik grzesznika... przez niego samego spisany (Diario de un pecador).
- 1988: Niezwykla podróz Baltazara Kobera (Las tribulaciones de Balthasar Kober / Les tribulations de Balthasar Kober).

## Premios
El prestigio académico fue parejo a un similar estatus crítico (algo paradójico, pues su cine era difícil de ver); así sus películas fueron galardonadas en diversos festivales: 
- En 1959, Adioses en Londres y en Locarno (FIPRESCI);
- El arte de ser amado, fue premiada en San Francisco y por la Asociación  de Críticos de cine Polacos, en 1963, así como en Beirut (FIPRESCI) en 1964;
- El manuscrito encontrado en Zaragoza obtuvo galardones Edimburgo, en 1965, año en que fue vista en San Sebastián, donde se le otorga la Pluma de Oro del Club de Periodistas Extranjeros y el prestigioso Premio CIDALC; en 1969 se le otorgó una medalla especial en Sitges, y en 1971 un premio del Círculo de Escritores Cinematográficos a la mejor película;[15]
- En 1969, La muñeca consiguió un premio en el Festival de Panamá;
- Sanatorio bajo la clepsidra consiguió el Premio del Jurado del Festival de Cannes de 1973 y el Gran Premio (Asteroide de Oro) en el Festival de Trieste de 1974;
- En 1999 recibió el Polska Nagroda Filmowa (Premio Polaco de Cine) por toda su carrera;
- En 2000, durante el Miedzynarodowy Festiwal Sztuki Autorów Zdjęć Filmowych "Camerimage" (Octavo Festival de Cine Internacional "Camerimage") en Łódź, recibió un premio por su excepcional sensibilidad visual. Este mismo año la Escuela Nacional Polaca de Cine, Televisión y Teatro le concedió el doctorado honoris causa como cineasta.[16]

## Videografía en español
El manuscrito encontrado en Zaragoza y Las tribulaciones de Balthasar Kober sus únicos films editados y distribuidos en DVD en España, hasta 2011, por Versus Entertainment y Notro Films (Barcelona, 2007), primero conjuntamente y luego El manuscrito encontrado en Zaragoza por separado Notro Films, integrado en Vértice Cine (Barcelona, 2009). Ninguna película de Has ha sido editada en formato Blu-ray Disc.

## Premios y distinciones
Festival Internacional de Cine de Cannes
| Año  | Categoría         | Película                     | Resultado |
| ---- | ----------------- | ---------------------------- | --------- |
| 1973 | Premio del Jurado | El sanatorio de la clepsidra | Ganador   |